# رافائل روبینو
رافائل روبینو (انگلیسی: Raffaele Rubino؛ زادهٔ ۹ ژانویهٔ ۱۹۷۸) بازیکن فوتبال اهل ایتالیا است.
از باشگاه‌هایی که در آن بازی کرده‌است می‌توان به باشگاه فوتبال پروجا، باشگاه فوتبال تورینو، باشگاه فوتبال سالرنیتانا، باشگاه فوتبال باری، باشگاه فوتبال روبور سیه‌نا، و باشگاه فوتبال نووارا اشاره کرد.